# Milford (Pennsylvania)
Milford település az Amerikai Egyesült Államok Pennsylvania államában, Pike megyében, melynek megyeszékhelye is. Lakosainak száma 1103 fő (2020. április 1.).

## Népesség
A település népességének változása:

| 2010 | 1 021 |
| 2020 | 1 103 |